# Diocèse de Buéa
Le diocèse de Buéa est un diocèse catholique dont le siège est dans la ville de Buéa au Cameroun. 

## Histoire
La préfecture apostolique créée le 12 juin 1923 est originellement suffragant de l'Archidiocèse d'Onitsha.
Le diocèse de Buéa est érigé le 18 avril 1950 par élévation de la préfecture apostolique créée le 12 juin 1923. Il est suffragant de l’archidiocèse de Bamenda.

## Géographie
Le diocèse est situé dans la région du Sud-Ouest. Il couvre le département du Fako. Son siège est la cathédrale Regina Pacis.

## Liste des évêques

### Préfets apostoliques
- 6 août 1923 - 13 mai 1925 : John William Campling, M.H.M., nommé vicaire apostolique du Nil supérieur
- 1925 - 15 mars 1939 : Peter Rogan, M.H.M., promu vicaire apostolique

### Vicaire apostolique
- 15 mars 1939 - 18 avril 1950 : Peter Rogan, M.H.M., promu évêque

### Évêques
- 18 avril 1950 - 18 août 1961 : Peter Rogan, M.H.M.
- 4 juin 1962 -  29 janvier 1973 : Julius Joseph Willem Peeters, M.H.M.
  - 20 février 1971 - 29 janvier 1973 : Pius Suh Awa, évêque coadjuteur
- 29 janvier 1973 - 30 novembre 2006 : Pius Suh Awa, premier ordinaire originaire du Cameroun
- 30 novembre 2006 - 28 décembre 2019 : Emmanuel Bushu
- 28 décembre 2019 - 5 janvier 2021 : Michael Miabesue Bibi, administrateur apostolique
- depuis le 25 janvier 2021 : Michael Miabesue Bibi

## Évêques originaires du diocèse
- Cardinal Christian Wiyghan Tumi (1930-2021), évêque de Yagoua, archevêque de Garoua puis de Douala
- Francis Teke Lysinge (né en 1938), évêque émérite de Mamfé
- George Nkuo (né en 1953), évêque de Kumbo
- Andrew Nkea Fuanya (né en 1965), évêque de Mamfé puis archevêque de Bamenda
- Aloysius Fondong Abangalo (né en 1973), évêque de Mamfé

## Paroisses
Le diocèse compte 23 paroisses :
- Saint Antoine de Padoue de Buéa Town
- Saints Pierre et Paul de Molyko, paroisse universitaire
- Saint Martin de Porres de Bokwaongo
- St Andrews de Buéa

### Doyenné de Buéa
- Saint Anthony of Padua, Buea Town
- Immaculate Conception, Great Soppo
- Saint Martin de Porres, Bokwoango
- Regina Pacis Cathedral, Small Soppo

### Doyenné de Muéa
- Saint Andrew,  Muea
- Sacred Heart, Bomaka
- Saint Jude,  Bolifamba
- Saint John Paul, Ekona
- Saint Jude Thadeus, Dibanda

### Doyenné de Limbé
- Saint John of God, Bonadikombo
- Holy Family, Limbé
- Our Lady of Lourdes Gardens, Limbé
- Regina Angelorum, Bonjongo
- Queen of the Holy Rosary, Mile 2
- Holy Trinity, New Town Limbe

### Doyenné de Bota
- Holy Trinity, Bota
- Saint Patrick, Ngeme
- Saint Peter and Paul, Batoke
- Christ the King, Idenau

### Doyenné de Molyko
- Saint Charles Lwanga, Molyko
- Saint Therese, Mekongi
- Divine Mercy Co-Cathédrale, Molyko
- Saint Peter and Paul University, Molyko
- Mater Christi Limbe
- Saint Cornelius, Bonduma

### Doyenné de Muyuka
- Saint Joseph, Muyuka
- Saint John Paul II, Ekona
- Saint Patrick, Bafia
- Saint Dominic, Muyunge
- Holy Trinity, Malende
- Saint Therese of the child Jesus, Muyuka
- Saint James Parish, Ikata

### Doyenné de Tiko
- Saint Joseph, Tiko
- Saint Martin de Porres, Likomba
- Christ The King, Movange
- Saint Laetitia, Movange
- Saint Francis, Mutengene
- All Saints, Mutengene
- Saint Peter, Mudeka